# 기세이 본선
기세이 본선(일본어: 紀勢本線, きせいほんせん 기세이 혼센[*])은 일본 미에현 가메야마시에 있는 가메야마역과 와카야마현 와카야마시에 있는 와카야마시역 사이를 잇는 간선 철도 노선이다. 와카야마현 신구시에 있는 신구역을 경계로, 가메야마 역부터 신구 역까지는 도카이 여객철도 (JR 도카이)의 미에 지점이, 신구 역부터 와카야마시 역까지는 서일본 여객철도 (JR 서일본) 와카야마 지사가 관리하고 있다. 또한 가메야마 역 ~ 우도노역 구간은 일본화물철도가 제2종 사업자로서 화물 열차를 운행할 수 있는 구간이다. 그 밖에, 기와역 부근의 분기점부터 와카야마시 역까지는 난카이 전기 철도의 소유이지만, 이 구간은 서일본 여객철도에 시설용 부지를 빌려주는 형식으로 운영되고 있다.
노선의 명칭은 와카야마와 미에 지역의 옛 이름인 기이국(紀伊)과 이세국(伊勢)의 한자 표기에서 글자를 하나씩 따와 만든 것이다. 서일본 여객철도 관할 구간에 한해, 기이 국에서 이름을 딴 기노쿠니 선(일본어: きのくに線 기노쿠니센[*])이라는 애칭이 붙어 있다.

## 개요
기이반도의 해안선을 따라 이어진 노선이다. 몇몇 거점 별로 선로들이 따로따로 운영되어 왔으나, 1959년 기세이 본선으로 합쳐져 전 구간이 연결되었다. 신구 역을 경계로, 도카이 여객철도가 관리하는 구역은 전철화가 되지 않아 기동차가 운행되며, 서일본 여객철도가 관리하는 구간은 전철화가 되어 있어 직류 전동차가 운행되고 있다.
특급의 운행 패턴도 크게 두 개로 나뉘는데, 나고야를 비롯한 주쿄 지방에서는 간사이 본선·이세 철도 이세 선과 직결 운행하는 특급이 운행되며, 게이한신 지방에서는 도카이도 본선·오사카 순환선·한와 선과 직결 운행하는 특급이 운행되고 있다. 또한 서일본 여객철도 관할 구간에서는 곡선 구간을 고속으로 지나갈 수 있는 진자 방식의 차량이 운행되기도 한다.
양 회사 관할 구간에서 모두 토이카·이코카를 비롯한 제휴 교통카드의 사용이 가능하다. 단, 자동 개찰 시설은 서일본 여객철도의 어번 네트워크의 경계점인 와카야마역, 난카이 여객철도가 관리하는 와카야마시역에만 설치되어 있다.

### 노선 정보
- 관할·영업거리: 384.2 km
  - 도카이 여객철도 (제1종 사업자): 가메야마 역 ~ 신구 역, 180.2 km
  - 서일본 여객철도 (제1종 사업자): 신구 역 ~ 와카야마시 역, 204.0 km
  - 일본화물철도 (제2종 사업자): 가메야마 역 ~ 우도노 역, 176.6 km
- 역 수: 96 (시종점 포함)
  - 도카이 여객철도: 40 (신구 역 제외)
  - 서일본 여객철도: 56
- 궤간: 1,067 mm (협궤)
- 복선 구간: 기이타나베 역 ~ 와카야마 역
- 전철화 구간: 신구 역 ~ 와카야마 역 ~ 와카야마시 역, 직류 1,500볼트
- 운전 지령소
  - 가메야마 역 ~ 신구 역: 도카이 종합 지령소
  - 신구 역 ~ 와카야마시 역: 덴노지 지령소
- 최고 속도
  - 신구 역 ~ 와카야마 역: 110 km/h
  - 상행선 하야 역 ~ 미나베 역, 하행선 기미데라 역 ~ 와카야마 역: 130 km/h
  - 쓰 역 ~ 다키 역: 100 km/h
  - 가메야마 역 ~ 쓰 역, 와카야마 역 ~ 와카야마시 역: 95 km/h
  - 다키 역 ~ 신구 역: 85 km/h

## 운행 형태
정식 기점은 기세이 본선의 역들 중 도쿄역에서 가장 가까운 가메야마 역으로, 가메야마 역에서 신구 역을 거쳐 와카야마시 역까지 이어지는 방향이 하행선이다. 따라서 나고야를 기준으로 하는 도카이 여객철도는 여객열차들의 번호나 특급 열차들의 번호들을 모두 이 방향을 기준으로 설정하고 있다. 반면, 오사카를 기준으로 하는 서일본 여객철도는 이와는 반대로 신구 방면으로 가는 열차에 하행선용 번호를 설정하고 있다.

### 특급 열차
1978년 10월 1일까지, 키하 81·82계 기동차가 투입된 특급 구로시오 호, 키하 28·58계 기동차를 투입한 급행 기슈 호 등이 나고야 역에서 기세이 본선을 거쳐 와카야마 역·덴노지 역을 연결해왔으나, 지금은 전 구간을 통틀어 운행하는 특급 열차는 없다. 또, 1984년 1월 31일까지, 도쿄역과 기이카쓰우라역을 잇는 침대특급 기이 호가 운행되었었다.
현재는 나고야 역에서 출발하여 이세 철도를 거쳐 기이카쓰우라 역까지 운행하는 와이드 뷰 난키 호가 하루에 4편 정도 운행되고 있으며, 교토역·신오사카역·덴노지역에서 신구 역까지 구로시오 호가 운행되고 있다.

### 화물 열차
화물 열차는 쓰 역 ~ 우도노 역 구간에서 운행되고 있다. 종별은 "고속 화물 열차"로, 도카이도 본선의 이나자와역에서 욧카이치 역을 거쳐 우도노 역까지 하루에 왕복 1편이 운행되고 있다. 일본국유철도 DD51형 디젤 기관차와 일본화물철도 코키 100계 화차가 연결된 컨테이너 7량 편성 열차가 투입되고 있다.

### 지역 수송
특급 열차와 화물 열차를 제외한 일반 정기여객열차들은 지역 및 구간별로 나눠다니고 있다.

#### 가메야마 ~ 신구
나고야 방면으로 직결 운행하는 열차로는 쾌속 《미에》 호가 쓰 역과 다키 역 사이를 다니고 있으며, 나머지 열차들 중 대부분은 산구선으로 직결 운행하고 있다. 이는 산구선의 이세시역에 기동차들의 차량기지가 있기 때문이다. 가메야마 역에서 신구 역까지의 전구간을 달리는 열차도 있으나, 대부분은 중간의 다키 역에서 계통이 나뉜다. 가메야마 역에서 시종착하거나 메이쇼선에서 직결 운행을 통해 들어온 열차들의 대부분은 다키 역에서 산구선으로 직결 운행한다. 열차들의 대부분이 1인 승무를 시행하고 있다. 또 다키 역 ~ 신구 역 구간에서 특급 열차나 쾌속 열차의 추월을 위해 중간역에서 오랫동안 대기하는 경우가 많다. 가메야마 ~ 다키 구간에서는 시간당 왕복 2 ~ 5편 정도 열차가 다니지만, 다키 ~ 신구 사이에서는 시간당 1 ~ 2편 정도만 열차가 다니며, 2시간 이상 열차가 다니지 않는 시간대도 있다.
쓰역 ~ 마쓰사카역 구간은 특정운임을 채용하고 있지는 않지만, 긴키 닛폰 철도의 나고야 선·야마다 선에 비해서는 운임이 낮다. 다만 긴키 닛폰 철도 노선에서 다니는 열차 편수가 시간당 평균 왕복 13편으로 더 많다.

#### 신구 ~ 기이타나베
1~2시간 당 왕복 1편 꼴로 열차가 다니고 있다. 신구 역 ~ 기이카쓰우라 역 구간에서는 상행 12편, 하행 11편의 열차가 다니고 있으며, 구시모토 역 ~ 스사미 역 사이에서는 하루에 왕복 8편의 열차가 다니고 있다. 일본국유철도 105계 전동차가 1인 승무 형태로 다니고 있다. 아침에 스사미 역에서 와카야마 역까지 운행하는 보통 열차도 있다. 이 보통 열차는 서일본 여객철도 223계 전동차 4량 편성으로 운행되며, 차장이 승무한다. 신구 역 ~ 기이타나베 역 사이에서는 보통 열차로 약 3시간이 걸린다.

#### 기이타나베 ~ 와카야마
기이타나베 역에서 고보역까지는 시간당 왕복 1편 정도가 운행되고 있으며, 일본국유철도 113계 전동차 2량 편성이 1인 승무로 운행된다. 다만 한와 선 방면으로 직결 운행하는 열차들은 서일본 여객철도 223계 전동차와 서일본 여객철도 225계 전동차로 운행되며, 차장이 동승한다. 고보 역에서 와카야마 역까지는 시간당 왕복 1~2편의 열차가 다니고 있다. 기슈지 쾌속을 비롯한 한와 선의 쾌속 열차와 와카야마 역에서 환승이 가능하도록 시각표가 맞추어져 있다.
출퇴근 시간대에 기이타나베 역 ~ 와카야마 역 구간에서 하루에 왕복 1편 정도 (아침에 1편, 저녁에 1편) 쾌속 열차가 운행된다. 기이타나베 역에서 고보 역까지는 모든 역에 정차하며, 그 후 와카야마 역까지 일부 역에만 선택 정차한다. 다만, 한와 선에서 들어오는 쾌속 열차들은 휴일 하행 1편을 제외하고는 모두 기세이 본선에서는 각역에 정차한다.

#### 와카야마 ~ 와카야마시
105계 전동차가 1인 승무로 운행되고 있으며, 모든 역에서 양쪽 방향으로 출입문을 여닫는다. 시간대에 따라서는 JR 서일본 메인텍의 파견사원이 차내 검표를 맡는다. 시간당 1편씩 열차가 다니고 있으며, 와카야마 역에서 고보 방면이나 와카야마 선 열차들과의 환승을 고려해 시각표가 짜여져 있다. 하지만 같은 구간을 달리는 와카야마 버스에 비해서는 운행 편수가 적다. 와카야마 전철 기시가와 선의 가선전압 변경에 따라, 기시가와 선을 경유해 난카이 가부토 선과 직결 운행을 하려는 계획이 있다.

## 사용 차량

### 특급용
- 난키
  - 도카이 여객철도 키하 85계 기동차 - 도카이 여객철도 나고야 차량구 소속의 기동차
- 구로시오·슈퍼 구로시오
  - 일본국유철도 381계 전동차 - 서일본 여객철도 히네노 전차구 소속의 전동차
- 오션애로
  - 서일본 여객철도 283계 전동차 - 서일본 여객철도 히네노 전차구 소속의 전동차

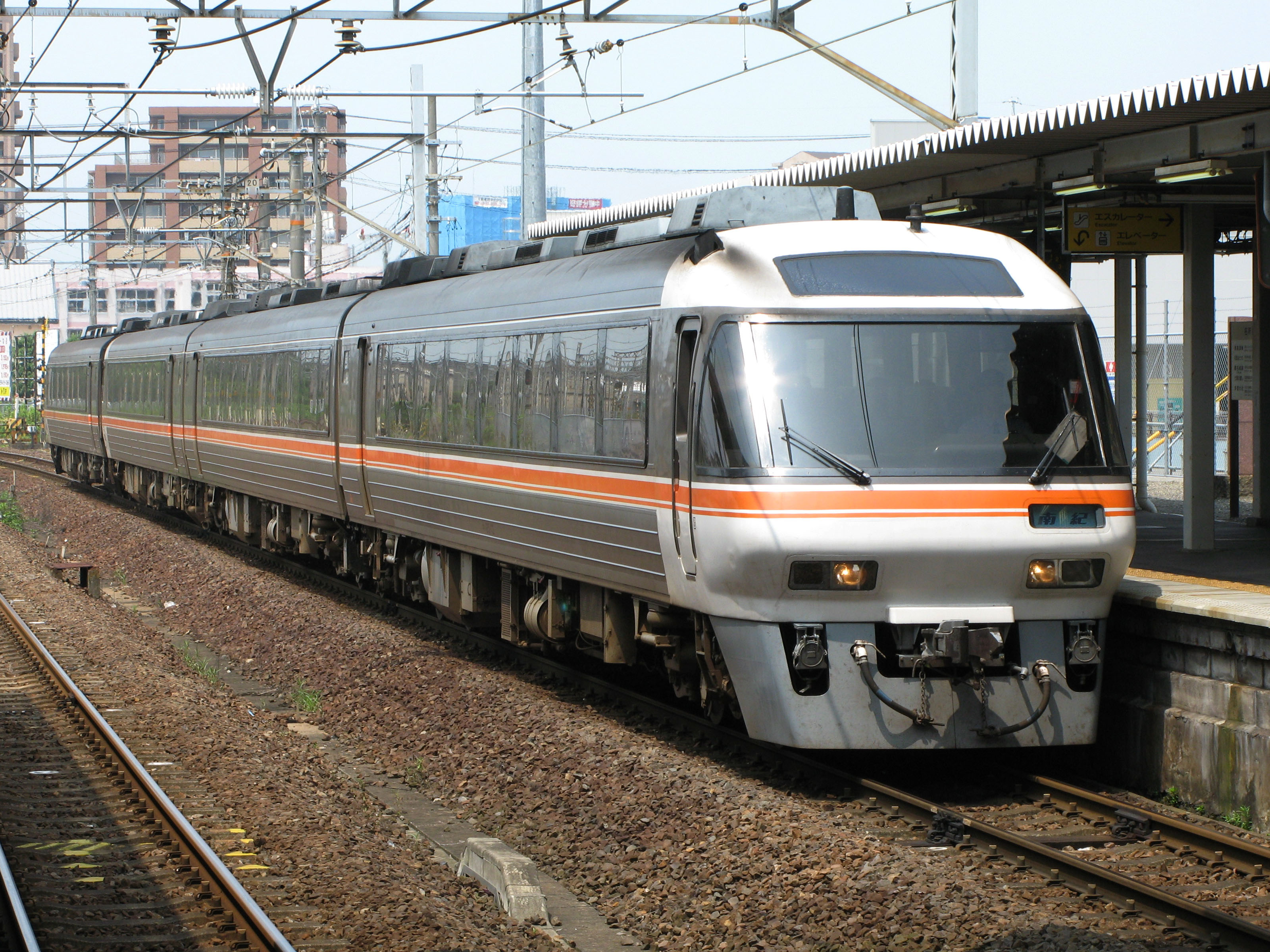
키하 85계

### 통근용
도카이 여객철도의 통근 차량들은 모두 기동차이며, 서일본 여객철도의 통근 차량들은 모두 히네노 전차구에 소속되어 있는 전동차이다.
기동차
- 도카이 여객철도 키하 11형 기동차·일본국유철도 키하 40계 전동차는 이세 차량구 소속으로, 가메야마 역 ~ 신구 역 구간에서 운행되고 있다.
- 도카이 여객철도 키하 75형 기동차는 나고야 차량구 소속으로, 쓰 역 ~ 다키 역 구간에서 쾌속 "미에"로 운행되고 있다.

전동차
- 일본국유철도 105계 전동차는 신구 역 ~ 와카야마 역 구간에서 운행되고 있으며, 신구 역 ~ 기이타나베 역 구간에서는 출입문이 3개인 차량이, 기이타나베 역 ~ 와카야마시 역 구간에서는 출입문이 4개인 차량이 투입되고 있다.
- 일본국유철도 113계 전동차는 기이타나베 역 ~ 와카야마 역 구간에서 운행되고 있다.
- 일본국유철도 117계 전동차는 고보 역 ~ 와카야마 역 구간에서 운행되고 있다.
- 서일본 여객철도 223계·225계 전동차는 스사미 역·기이타나베 역 ~ 와카야마 역 구간에서 운행되며, 한와 선과 직결 운행한다.
- 서일본 여객철도 227계 전동차는 일본국유철도 105계, 117계 전동차를 대차할 목적으로 도입 되었다.

## 역사
1959년에 전 구간이 개통하기 전까지, 가메야마 역 ~ 다키 역 구간은 산구선, 와카야마 역 ~ 와카야마시 역 구간은 와카야마 선의 일부였으며, 다키 역 ~ 와카야마 역 구간은 기세이토 선, 기세이추 선, 기세이사이 선의 세 노선으로 분리되어 있었다.
1891년 간사이 철도가 가메야마 역 ~ 쓰 역 구간에 철도 노선을 개통한 이래, 1893년 산구 철도가 쓰 역 ~ 오카구치 역 (지금의 다키 역) ~ 미야카와 역 구간을 개통했다. 1907년 두 회사를 국유화한 일본 정부는 이 노선을 "산구선"의 일부로 묶었다.
기세이토 선은 1934년에 다키 역 ~ 오와세 역 구간이, 1958년에는 오와세 역 ~ 미키사토 역 구간이 개업했다. 한편, 기세이추 선은 1912년 신구 철도가 개업한 신구 역 ~ 나치카쓰우라 역 구간을 개업한 것이 시초로, 1934년에 신구 철도는 국유화되었다. 나머지 구간은 기세이사이 선으로 개업했다.
1959년에 미키사토 역 ~ 아타시카 역이 개업함으로써 기세이 본선의 전 구간이 뚫린 뒤에는 가메야마 역 ~ 다키 역 구간이 기세이 본선의 일부가 되었다. 1987년에는 민영화에 따라 신구 역을 경계로 서일본 여객철도와 도카이 여객철도가 분할 영업을 하게 되었다.

## 역 목록

### 도카이 여객철도
| 역명           | 일본어 역명 | 접속 노선                                    | 역간 거리 | 누적 거리            | 소재지               | 소재지            | 소재지            |
| -------------- | ----------- | -------------------------------------------- | --------- | -------------------- | -------------------- | ----------------- | ----------------- |
| 가메야마       | 亀山        | ■ 간사이 본선                                | 0.0       | 0.0                  | 미에현               | 가메야마시        | 가메야마시        |
| 시모노쇼       | 下庄        |                                              | 5.5       | 5.5                  | 미에현               | 가메야마시        | 가메야마시        |
| 이신덴         | 一身田      | 6.6                                          | 12.1      | 쓰시                 | 쓰시                 |                   |                   |
| 쓰             | 津          | ■ 긴키 닛폰 철도 나고야 선 이세 철도 이세 선 | 3.4       | 쓰시                 | 쓰시                 | 15.5              |                   |
| 아코기         | 阿漕        |                                              | 3.8       | 쓰시                 | 쓰시                 | 19.3              |                   |
| 다카차야       | 高茶屋      | 4.1                                          | 23.4      | 쓰시                 | 쓰시                 |                   |                   |
| 롯켄           | 六軒        | 5.7                                          | 29.1      | 마쓰사카시           | 마쓰사카시           |                   |                   |
| 마쓰사카       | 松阪        | ■ 메이쇼선 ■ 긴키 닛폰 철도 야마다 선        | 5.5       | 마쓰사카시           | 마쓰사카시           | 34.6              |                   |
| 도쿠와         | 徳和        |                                              | 3.0       | 마쓰사카시           | 마쓰사카시           | 37.6              |                   |
| 다키           | 多気        | ■ 산구선                                     | 4.9       | 42.5                 | 다키군               | 다키정            |                   |
| 오카           | 相可        |                                              | 3.9       | 46.4                 | 다키군               | 다키정            |                   |
| 사나           | 佐奈        | 3.2                                          | 49.6      |                      | 다키군               | 다키정            |                   |
| 도치하라       | 栃原        | 5.5                                          | 55.1      | 오다이정             | 다키군               |                   |                   |
| 가와조에       | 川添        | 5.7                                          | 60.8      | 오다이정             | 다키군               |                   |                   |
| 미세다니       | 三瀬谷      | 7.1                                          | 67.9      | 오다이정             | 다키군               |                   |                   |
| 다키하라       | 滝原        | 5.1                                          | 73.0      | 오다이정             | 다키군               |                   |                   |
| 아소           | 阿曽        | 4.1                                          | 77.1      | 와타라이군 다이키 정 | 와타라이군 다이키 정 |                   |                   |
| 이세카시와자키 | 伊勢柏崎    | 5.1                                          | 82.2      | 와타라이군 다이키 정 | 와타라이군 다이키 정 |                   |                   |
| 오우치야마     | 大内山      | 4.7                                          | 86.9      | 와타라이군 다이키 정 | 와타라이군 다이키 정 |                   |                   |
| 우메가다니     | 梅ヶ谷      | 2.6                                          | 89.5      | 와타라이군 다이키 정 | 와타라이군 다이키 정 |                   |                   |
| 기이나가시마   | 紀伊長島    | 8.9                                          | 98.4      | 기타무로군 기호쿠 정 | 기타무로군 기호쿠 정 |                   |                   |
| 미노세         | 三野瀬      | 7.5                                          | 105.9     | 기타무로군 기호쿠 정 | 기타무로군 기호쿠 정 |                   |                   |
| 후나쓰         | 船津        | 6.3                                          | 122.2     | 기타무로군 기호쿠 정 | 기타무로군 기호쿠 정 |                   |                   |
| 아이가         | 相賀        | 4.4                                          | 116.6     | 기타무로군 기호쿠 정 | 기타무로군 기호쿠 정 |                   |                   |
| 오와세         | 尾鷲        | 6.7                                          | 123.3     | 오와세시             | 오와세시             |                   |                   |
| 오소네우라     | 大曽根浦    | 4.1                                          | 127.4     | 오와세시             | 오와세시             |                   |                   |
| 구키           | 九鬼        | 7.0                                          | 134.4     | 오와세시             | 오와세시             |                   |                   |
| 미키사토       | 三木里      | 4.1                                          | 138.5     | 오와세시             | 오와세시             |                   |                   |
| 가타           | 賀田        | 4.1                                          | 142.6     | 오와세시             | 오와세시             |                   |                   |
| 니기시마       | 二木島      | 4.2                                          | 146.8     | 구마노시             | 구마노시             |                   |                   |
| 아타시카       | 新鹿        | 4.0                                          | 150.8     | 구마노시             | 구마노시             |                   |                   |
| 하다스         | 波田須      | 2.4                                          | 153.2     | 구마노시             | 구마노시             |                   |                   |
| 오도마리       | 大泊        | 2.0                                          | 155.2     | 구마노시             | 구마노시             |                   |                   |
| 구마노시       | 熊野市      | 2.4                                          | 157.6     | 구마노시             | 구마노시             |                   |                   |
| 아리이         | 有井        | 2.0                                          | 159.6     | 구마노시             | 구마노시             |                   |                   |
| 고시야마       | 神志山      | 4.5                                          | 164.1     | 미나미무로군         | 미하마 정            |                   |                   |
| 기이이치기     | 紀伊市木    | 1.5                                          | 165.6     | 미나미무로군         | 미하마 정            |                   |                   |
| 아타와         | 阿田和      | 2.8                                          | 168.4     | 미나미무로군         | 미하마 정            |                   |                   |
| 기이이다       | 紀伊井田    | 5.4                                          | 173.8     | 미나미무로군         | 기호정               |                   |                   |
| 우도노         | 鵜殿        | 2.8                                          | 176.6     | 미나미무로군         | 기호정               |                   |                   |
| 신구           | 新宮        | ■ 기세이 본선 (기노쿠니 선)                  | 3.6       | 180.2                | 와카야마현 신구시    | 와카야마현 신구시 | 와카야마현 신구시 |

### 서일본 여객철도
| 역명         | 일본어 역명 | 접속 노선                                         | 역간 거리 | 누적 거리    | 소재지       | 소재지          | 소재지 |
| ------------ | ----------- | ------------------------------------------------- | --------- | ------------ | ------------ | --------------- | ------ |
| 신구         | 新宮        | ■ 기세이 본선 (가메야마 방면)                     | -         | 180.2        | 와카야마현   | 신구시          | 신구시 |
| 미와사키     | 三輪崎      |                                                   | 4.7       | 184.9        | 와카야마현   | 신구시          | 신구시 |
| 기이사노     | 紀伊佐野    | 1.7                                               | 186.6     |              | 와카야마현   | 신구시          | 신구시 |
| 우쿠이       | 宇久井      | 2.1                                               | 188.7     | 히가시무로군 | 와카야마현   | 나치카쓰우라정  |        |
| 나치         | 那智        | 4.3                                               | 193.0     | 히가시무로군 | 와카야마현   | 나치카쓰우라정  |        |
| 기이텐마     | 紀伊天満    | 0.9                                               | 193.9     | 히가시무로군 | 와카야마현   | 나치카쓰우라정  |        |
| 기이카쓰우라 | 紀伊勝浦    | 1.2                                               | 195.1     | 히가시무로군 | 와카야마현   | 나치카쓰우라정  |        |
| 유카와       | 湯川        | 2.7                                               | 197.8     | 히가시무로군 | 와카야마현   | 나치카쓰우라정  |        |
| 다이지       | 太地        | 2.1                                               | 199.9     | 히가시무로군 | 와카야마현   | 다이지정        |        |
| 시모사토     | 下里        | 1.2                                               | 201.1     | 히가시무로군 | 와카야마현   | 나치카쓰우라 정 |        |
| 기이우라가미 | 紀伊浦神    | 3.9                                               | 205.0     | 히가시무로군 | 와카야마현   | 나치카쓰우라 정 |        |
| 기이타하라   | 紀伊田原    | 4.9                                               | 209.9     | 히가시무로군 | 와카야마현   | 구시모토정      |        |
| 고자         | 古座        | 5.1                                               | 215.0     | 히가시무로군 | 와카야마현   | 구시모토정      |        |
| 기이히메     | 紀伊姫      | 3.9                                               | 218.9     | 히가시무로군 | 와카야마현   | 구시모토정      |        |
| 구시모토     | 串本        | 2.9                                               | 221.8     | 히가시무로군 | 와카야마현   | 구시모토정      |        |
| 기이아리타   | 紀伊有田    | 5.8                                               | 227.6     | 히가시무로군 | 와카야마현   | 구시모토정      |        |
| 다나미       | 田並        | 1.8                                               | 229.4     | 히가시무로군 | 와카야마현   | 구시모토정      |        |
| 다코         | 田子        | 4.3                                               | 233.7     | 히가시무로군 | 와카야마현   | 구시모토정      |        |
| 와부카       | 和深        | 2.7                                               | 236.4     | 히가시무로군 | 와카야마현   | 구시모토정      |        |
| 에스미       | 江住        | 5.6                                               | 242.0     | 니시무로군   | 와카야마현   | 스사미정        |        |
| 미로즈       | 見老津      | 3.0                                               | 245.0     | 니시무로군   | 와카야마현   | 스사미정        |        |
| 스사미       | 周参見      | 9.0                                               | 254.0     | 니시무로군   | 와카야마현   | 스사미정        |        |
| 기이히키     | 紀伊日置    | 7.2                                               | 261.2     | 니시무로군   | 와카야마현   | 시라하마정      |        |
| 쓰바키       | 椿          | 6.1                                               | 267.3     | 니시무로군   | 와카야마현   | 시라하마정      |        |
| 기이톤다     | 紀伊富田    | 5.2                                               | 272.5     | 니시무로군   | 와카야마현   | 시라하마정      |        |
| 시라하마     | 白浜        | 2.9                                               | 275.4     | 니시무로군   | 와카야마현   | 시라하마정      |        |
| 앗소         | 朝来        | 4.3                                               | 279.7     | 니시무로군   | 와카야마현   | 가미톤다정      |        |
| 기이신조     | 紀伊新庄    | 3.5                                               | 283.2     | 다나베시     | 다나베시     |                 |        |
| 기이타나베   | 紀伊田辺    | 2.2                                               | 285.4     | 다나베시     | 다나베시     |                 |        |
| 하야         | 芳養        | 4.1                                               | 289.5     | 다나베시     | 다나베시     |                 |        |
| 미나베       | 南部        | 5.0                                               | 294.5     | 히다카군     | 미나베정     |                 |        |
| 이와시로     | 岩代        | 5.1                                               | 299.6     | 히다카군     | 미나베정     |                 |        |
| 기리메       | 切目        | 5.9                                               | 305.5     | 히다카군     | 이나미 정    |                 |        |
| 이나미       | 印南        | 3.8                                               | 309.3     | 히다카군     | 이나미 정    |                 |        |
| 이나하라     | 稲原        | 4.3                                               | 313.6     | 히다카군     | 이나미 정    |                 |        |
| 와사         | 和佐        | 6.8                                               | 320.4     | 히다카군     | 히다카가와정 |                 |        |
| 도조지       | 道成寺      | 4.3                                               | 324.7     | 고보시       | 고보시       |                 |        |
| 고보         | 御坊        | 기슈 철도 기슈 철도선                             | 1.6       | 고보시       | 고보시       | 326.3           |        |
| 기이우치하라 | 紀伊内原    |                                                   | 2.9       | 329.2        | 히다카 군    | 히다카정        |        |
| 기이유라     | 紀伊由良    | 5.3                                               | 334.5     | 유라정       | 히다카 군    |                 |        |
| 히로카와비치 | 広川ビーチ  | 6.8                                               | 341.3     | 아리다군     | 히로카와정   |                 |        |
| 유아사       | 湯浅        | 2.6                                               | 343.9     | 아리다군     | 유아사정     |                 |        |
| 후지나미     | 藤並        | 3.4                                               | 347.3     | 아리다군     | 아리다가와정 |                 |        |
| 기이미야하라 | 紀伊宮原    | 3.9                                               | 351.2     | 아리다시     | 아리다시     |                 |        |
| 미노시마     | 箕島        | 4.4                                               | 355.6     | 아리다시     | 아리다시     |                 |        |
| 하쓰시마     | 初島        | 2.5                                               | 358.1     | 아리다시     | 아리다시     |                 |        |
| 시모쓰       | 下津        | 3.0                                               | 361.1     | 가이난시     | 가이난시     |                 |        |
| 가모고       | 加茂郷      | 2.7                                               | 363.8     | 가이난시     | 가이난시     |                 |        |
| 시미즈우라   | 冷水浦      | 3.9                                               | 367.7     | 가이난시     | 가이난시     |                 |        |
| 가이난       | 海南        | 2.8                                               | 370.5     | 가이난시     | 가이난시     |                 |        |
| 구로에       | 黒江        | 1.8                                               | 372.3     | 가이난시     | 가이난시     |                 |        |
| 기미이데라   | 紀三井寺    | 3.6                                               | 375.9     | 와카야마시   | 와카야마시   |                 |        |
| 미야마에     | 宮前        | 2.9                                               | 378.8     | 와카야마시   | 와카야마시   |                 |        |
| 와카야마     | 和歌山      | ■ 한와 선 ■ 와카야마 선 와카야마 철도 기시가와 선 | 2.1       | 와카야마시   | 와카야마시   | 380.9           |        |
| 기와         | 紀和        |                                                   | 1.8       | 와카야마시   | 와카야마시   | 382.7           |        |
| 와카야마시   | 和歌山市    | ■ 난카이 전기 철도 본선·와카야마코 선             | 1.5       | 와카야마시   | 와카야마시   | 384.2           |        |